# Celulite

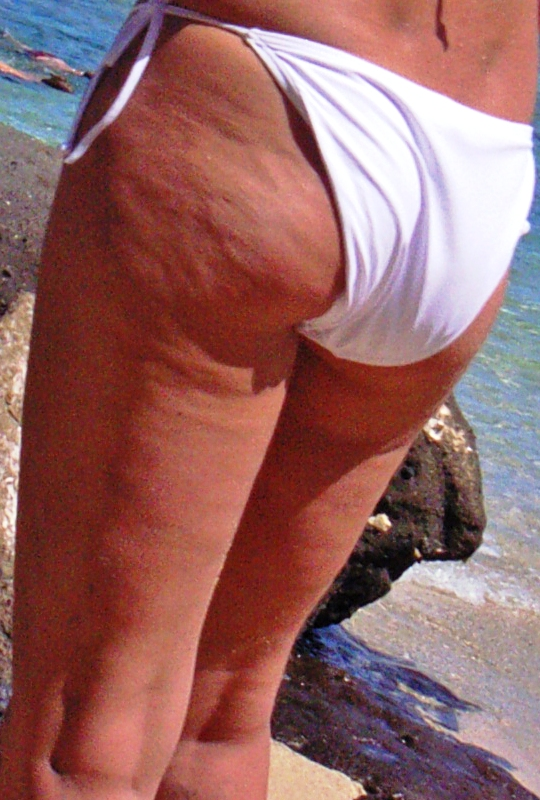
Celulites em uma nádega feminina

Celulite, adipose edematosa ou lipodistrofia ginoide é uma característica natural da pele humana derivada do modo como a gordura e o tecido fibroso se organizam. Muito embora não seja uma doença, mas sim uma forma natural de o organismo armazenar gordura superficial, trata-se de um alvo da indústria da estética e, por consequência, da preocupação de muitas mulheres. As ondulações da pele típicas da celulite são descritas, a partir de padrão específico da beleza humana e para fins cosméticos, como uma "casca de laranja" ou de ricota. É encontrada usualmente nas nádegas e partes posteriores das coxas. Faz-se presente no corpo da grande maioria das mulheres: até 90% tem celulite em algum momento da vida, sendo comum mesmo em mulheres magras e jovens. É menos comum em homens, mas pode afetar até 10% deles em algum momento da vida.
Por outro lado, sem relação para além do mesmo nome, existe a infecção bacteriana do tecido subcutâneo chamada de celulite, geralmente causada pela bactéria Staphylococcus aureus ou outra do gênero Streptococcus e caracterizada pela pele avermelhada (eritematosa) com bordes mal definidos, possivelmente dolorosa e com mudança de cor ao apertar, e que requer tratamento farmacológico com penicilinas.

## Formação
Estudos comprovam que a celulite ocorre em entre 85% e 98% das mulheres após a puberdade independente da raça. Por ser predominante no sexo feminino e raramente encontrada em homens, a causa da celulite é muito provavelmente hormonal (principalmente estrógenos e catecolaminas). O aumento da gordura localizada nos quadris coxas e glúteos causada pela ação do estrógeno, prolactina e dietas rica em carboidratos levam à distensão da pele enquanto as fibras que unem a pele ao músculo tensionam o tecido; essa oposição de forças provoca o aparecimento da celulite. As ondulações na pele são características da anatomia feminina, que possui fibras de orientação vertical em regiões de baixa densidade entremeadas na derme. O subcutâneo nos homens, por outro lado, é caracterizado por fibras horizontais e diagonais que facilitam a circulação e impedem a retenção de gordura.
O tecido adiposo é um tecido flácido, que requer a presença de tecido fibroso para ser sustentado. Em cerca de 1/4 da população feminina, esse tecido estende-se no meio e por sobre o tecido adiposo, formando firmes tranças e dispondo a camada gordurosa em estratos, o que resulta em uma aparência externa lisa. Nos 3/4 restantes, o tecido adiposo naturalmente não encontra-se tão tensionado pelas fibras, e distribui-se de forma não estratificada em torno dessas. O resultado é a celulite.
Para a formação de celulites há a influência de alguns fatores: pré-disposição genética, excesso de peso, o sedentarismo, bebidas alcoólicas e o cigarro. Em menor proporção há influência do estresse e da baixa ingestão de líquidos. Contudo, muitos tentam erradicar a celulite engajando-se em um processo de emagrecimento, e fazendo dietas específicas. Porém, não há associação direta entre o emagrecimento e a alteração cosmética de sumir com tal característica da pele. A celulite é encontrada em muitas pessoas magras, como também há várias pessoas bem gordas sem celulite.

## Descrição e classificação
Embora não seja uma doença, a celulite é descrita por áreas como dermatologia, cosmetologia e cirurgia plástica. Assim, produziu-se algumas descrições. Em uma dessas descrições, estabeleceu-se uma escala de quatro graus, sendo eles:
- grau 0: Sem ondulações ou irregularidades na pele quer o indivíduo esteja de pé ou deitado. Ao pinçar a região surgem as ondulações, mas sem covinhas ou depressões;
- grau 1: Sem ondulações e irregularidades na pele ao ficar de pé ou deitado. Ao pinçar a região surgem as ondulações e também covinhas e depressões;
- grau 2: Ondulações, rugosidades, depressões e covas espontaneamente se o indivíduo estiver de pé, mas não quando está deitado;
- grau 3: Ondulações, rugosidades e covinhas estão presentes mesmo deitado.

Em 2009 uma nova escala foi proposta em artigo publicado no Jornal da Academia Europeia de Dermatologia e Venereologia e reconhecida pela Sociedade Brasileira de Dermatologia. Essa nova classificação avalia a celulite de forma mais objetiva a partir de suas principais características clínicas, sendo elas: número e profundidade de depressões; aspecto das áreas elevadas da celulite; presença de lesões elevadas; presença de flacidez; graus da antiga classificação. Cada um desses itens recebe uma pontuação de zero a três. A soma total dos pontos vai mostrar se a celulite é: "leve" (1 a 5 pontos); "moderada" (6 a 10 pontos); ou "grave" (11 a 15 pontos). Utilizando essa escala é possível levar em consideração os detalhes mais relevantes para cada paciente e, de acordo com a nota de cada característica e quando desejado, determinar um procedimento de remoção.

## Procedimentos

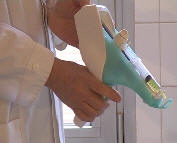
Equipamento de aplicação de medicamentos sob a pele

A celulite, principalmente por questões culturais, traz grandes preocupações estéticas às mulheres, muitas vezes levando a quadros de constrangimentos quando faz-se necessária a exposição corporal pública, por exemplo, quando há uso de trajes curtos ou de banho. Assim, buscam-se procedimentos para alterar a pele e remover as celulites ali presentes.
O mercado de produtos voltados à estética faz circular bilhões de dólares todos os anos, e a celulite é responsável por parte desse mercado. Nesse nicho mercadológico, diversos procedimentos são propagandeados como eficazes para remover celulites; mas, em verdade, muito poucos apresentam resultados cientificamente aceitáveis. Por outro lado, o mercado é permeado por propagandas de novas técnicas, que, via de regra, não passam de charlatanismo. Médicos inescrupulosos indicam doloridas injeções milagrosas de aplicação no local da celulite. O que ocorre é uma inflamação temporária da derme, causando inchaço do local que perdura por poucos dias. Este inchaço estica a pele e pode causar a falsa aparência de cura para a celulite.

### Farmacológicos
Cremes prometendo erradicação da celulite em curtos intervalos de tempo existem em grande quantidades e uma pesquisa publicada no European Journal of Dermatology revisou os 32 cremes anticelulite mais difundidos no mercado mundial. Nos produtos testados, notoriamente ao estilo roleta russa, mais de 263 ingredientes diferentes foram encontrados em cremes possuindo até 31 ingredientes altamente tóxicos. Em cerca de 1/4 dos cremes havia produtos que poderiam causar reações alérgicas graves o suficiente para deixarem sequelas permanentes em quem a eles fosse alérgico.
Entre os fabricantes de cremes anticelulite e similares os seguintes ingredientes são usualmente considerados detentores de poderes "mágicos": cafeína, tretinoína, dimetilaminoetanol, retinol e aminofilina. Nenhuma das substâncias têm o efeito prometido, contudo. A que aproxima-se de fornecer algum resultado perceptível é a tretinoína, que estimula a circulação de sangue na derme, aumentando a produção de colágeno e o espessamento da epiderme, mas eleva de sobremaneira a pressão arterial causando efeitos colaterais de alto risco, principalmente em pessoas a partir dos 35 anos de idade. Com a utilização desse elemento, a epiderme mais grossa mascara a celulite. A substância não age assim sobre a celulite em si.
Quanto aos cremes, os dermatologistas e pesquisadores são unânimes: nenhum vai fazer a celulite desaparecer; no máximo vão hidratar e eventualmente tornar a pele reluzente.

### Subcisão
Procedimento descrito inicialmente para acnes e cicatrizes, a subcisão foi posteriormente direcionada para remover celulites de modo a cortar os septos fibrosos responsáveis pelas depressões das ondulações características (os "botões"), segundo o Dr. Daniel P. Friedmann e Dr. Carlos Oscar Uebel. Entretanto na literatura existente somente os graus mais avançados são beneficiados desta técnica e devem ser observadas as contraindicações existentes. Posteriormente se acrescentou à técnica de subcisão o uso de preenchedores corporais para evitar que os locais onde foram cortados os septos fibrosos não permaneçam como depressões cutâneas; a técnica combinada, também descrita para acne pelo Dr. Qi Cheng, foi desenvolvida para celulites pelo Dr. Roberto Chacur e foi intitulada de "GoldIncision".

### Outros
Existe apenas um procedimento de remoção que realmente funciona a curto prazo: a intervenção mecânica direta. A lipoaspiração consiste na remoção das regiões gordurosas responsáveis pela celulite, e extirpam, em um primeiro momento, o mal pela raiz. Contudo os acompanhamentos pós-cirúrgicos têm demonstrado que as células adiposas remanescentes crescem e se reproduzem com rapidez suficiente para piorar a aparência da celulite, de tal modo que intervenção frequentemente não compensa, representando um desperdício de milhares de dólares.
Perder peso sem fortalecer as fibras colágenas também pode piorar a aparência da celulite. Fortalecer a musculatura com exercícios exclusivamente aeróbicos e dieta específica pode reduzir as celulites, mas elas voltam poucas semanas depois da interrupção dos exercícios. Os exercícios anaeróbicos, como musculação ou qualquer exercício com pesos diminuem a intensidade das ondulações da celulite. Não existem exercícios eficientes para queimar gordura localizada. mesmo os exercícios aeróbicos consomem a gordura de acordo com a ordem em que foram depositadas, assim quanto mais antiga uma gordura, mais difícil de remover. O ganho de peso e massa muscular faz as celulites menos visíveis de médio a longo prazo.
Tomar sol pode fazer as celulites ainda mais visíveis, enquanto alguns produtos de bronzeamento sem sol podem camuflar temporariamente se a coloração normal da pele é muito clara.
Segundo a professora Dra. Lisa M. Donofrio, dermatologista na Universidade de Yale, pesquisadora e especialista sobre o tema, talvez o melhor tratamento para celulite seja mesmo o psicológico: o de se entender que a celulite é natural e o de aprender a enxergá-la assim.